# 아크주레크 타나타로프
아크주레크 도스티코비치 타나타로프(카자흐어: Ақжүрек Достықұлы Таңатаров 아크주레크 도스트눌르 탕아타로프, 러시아어: Акжурек Достыкович Танатаров, 1986년 9월 3일~)는 카자흐스탄의 레슬링 선수이다. 2012년 하계 올림픽 남자 자유형 라이트급 종목에서 동메달을 획득했으며 세계 선수권 대회에서 동메달 1개를 획득했다.